# Wasserstoff-Autobahn
Eine Wasserstoff-Autobahn (englisch: hydrogen highway) soll eine Straße bezeichnen, die in ausreichend kurzen Abständen mit Wasserstofftankstellen ausgerüstet ist, so dass sie von Fahrzeugen mit Wasserstoffantrieb befahren werden kann.

## Begriffliches

### Ursprünge des Konzepts
Das Konzept wurde in Kalifornien 2003 entwickelt, als die CARB das ursprüngliche Clean Air Act und Zero Emission Mandate zugunsten der Automobilindustrie entschärfte und diese im Gegenzug, allein in den USA mit über 1,2 Mrd. USD Steuergeldern gefördert, die Wasserstofftechnik zur Marktreife führen wollte. Per Ende 2011 waren in Kalifornien acht öffentlich zugängliche Wasserstofftankstellen in Betrieb, wobei sich der Fokus entgegen der anfänglichen Ankündigungen weg von langen Strecken hin zur Versorgung von Clustern verschob.

## Entwicklungen in verschiedenen Teilen der Welt

### 2012 angekündigte und teils realisierte Wasserstoff-Tankstellen-Netze
- Skandinavien: Scandinavian Hydrogen Highway Partnership in Dänemark (Hydrogen link network), Schweden (Hyfuture) und Norwegen (Hynor), begonnen 2006.
- USA: California Hydrogen Highway (CaH2Net) in Kalifornien, begonnen 2004. Von 2005 bis 2008 wurden für Tankstellen 19 Mio. USD an Fördermitteln ausgegeben.[3]

### 2016 erreichte Zubauten
Anfang 2016 gab es weltweit 214 Wasserstofftankstellen, von denen 54 im Jahr 2015 neu eröffnet wurden, während frühere Standorte stillgelegt und somit das Konzept der „hydrogen highway“ aufgegeben wurde. Von den 214 im Jahr 2016 aktiven Standorten sind nur 121 öffentlich nutzbar.